# Anthurium macarenense
Anthurium macarenense är en kallaväxtart som beskrevs av Richard Evans Schultes och Idrobo. Anthurium macarenense ingår i släktet Anthurium och familjen kallaväxter. Inga underarter finns listade.